# سوزانا أنتوني
سوزانا أنتوني (بالإنجليزية: Susanna Anthony)‏ هي كاتبة يوميات أمريكية، ولدت في 25 أكتوبر 1726 في نيوبورت في الولايات المتحدة، وتوفيت في 23 يونيو 1791.